# Дочь Евы (роман)
«Дочь Е́вы» (фр. Une fille d'Ève) — повесть французского писателя Оноре де Бальзака, созданная в 1838 году. Впервые увидела свет в парижской газете Le Siècle, где выходила в виде фельетона с 31 декабря 1838 года по 14 января 1839 года. В 1839 году повесть была опубликована в виде отдельного тома, где она была представлена в виде девяти глав. В 1842 году была включена в состав «Сцен из частной жизни» (цикл «Человеческая комедия»).

## В России
Выполнены переводы на русский:
- Графиня де-Ванднесс. История счастливой женщины.-- "Б-ка для чтения", 1839, т. 34, отд. 2, с. 1--104.
- Дочь Евы. Пер. И. Б. Мандельштама. Л., изд. "Красная газета", 1930. 130 с. (Бальзак О. Избранные произведения. Под общ. ред. А. Г. Горнфельда. Вып. 6а).
- Дочь Евы. Пер. И. Б. Мандельштама.-- В кн.: Бальзак О. Собр. соч. В 15-ти т. T. 1. Человеческая комедия. Сцены частной жизни. [Пер. под ред. Н. Немчиновой]. М., 1951, с. 274--388.
- Дочь Евы. Пер. И. Б. Мандельштама.-- В кн.: Бальзак О. Собр. соч. В 24-х т. Т. 3. Человеческая комедия. Этюды о нравах. Сцены частной жизни. [Ред. И. А. Лилеева]. М., 1960, с. 298--416.